# آرامگاه خواجه نجم‌الدین
آرامگاه خواجه نجم‌الدین مربوط به دوره ایلخانی است و در شهرستان جوین، روستای زیرآباد از توابع دهستان بالاجوین واقع شده و این اثر در تاریخ ۶ خرداد ۱۳۷۷ با شمارهٔ ثبت ۲۰۲۲ به‌عنوان یکی از آثار ملی ایران به ثبت رسیده است. بنای آرامگاه، هسته مرکزی یک مجموعه معماری منتسب به خواجه نجم‌الدین کبری، از عرفای قرن ششم و هفتم هجری قمری می‌باشد. ساختمان معماری این اثر در نمای بیرونی تا ارتفاع ۶ متر مربع بوده وبقیه دارای طرحی شانزده ضلعی است که گنبدی بر فراز آن قرار دارد. پیرامون بنا چهارطاقی قرار گرفته که یکی از آنها ورودی اصلی محسوب می‌گردد. بنا بر شواهد گویا بنای آرامگاه فضای شبستان مانندی نیز داشته که پایه ستون‌ها بخشی از ستون‌های آن بر جای مانده است. اگرچه فضای داخلی بنا فاقد عناصر تزئینی است اما قوس‌های از نوع کلیل که تنها در قاب‌های بخش فوقانی دیده می‌شود آن را با آراستگی همراه نموده است. این بقعه در ۷ کیلومتری شهر نقاب قرار دارد.